# 焦純禮
焦純禮（1871年—1922年），字敬卿。山西省忻縣人。清朝舉人。

## 生平[1]
城內東街人。1902年投考山西武備學堂。畢業後，於1904年被選拔留學日本，1909年，於日本土官學校輜重兵科畢業回國。嗣經北京統一複試，考取上等，被賜陸軍輜重兵科舉人，並授予協軍校，委以輜重隊隊官。辛亥後，歷任晉軍總兵站中校站長，軍需官、輜重營中校營長等職。後辭職歸里，於1922年病逝。